# Patrick Chila
Patrick Chila (ur. 27 listopada 1969 w Ris-Orangis) – francuski tenisista stołowy. Członek kadry narodowej i olimpijskiej Francji w tenisie stołowym. Zawodnik francuskiego klubu tenisa stołowego Levallois SCTT. Ma 180 cm wzrostu i waży 78 kg. Naukę tenisa stołowego rozpoczął w wieku 9 lat. Jest czterokrotnym mistrzem Francji w latach 1998, 2003, 2007 i 2008. Najwyżej w światowym rankingu uplasował się na miejscu 15.
- miejsce w światowym rankingu: 60

- styl gry: leworęczny, szybki rotacyjny atak topspinowy

## Kluby
- 2006 : AS Pontoise-Cergy TT
- 2002–2006 : Royal Villette Charleroi
- 1992–2002 : Levallois SCTT
- 1983–1992 : Espérance de Reuilly
- Ris-Orangis

## Osiągnięcia
- Mistrz Francji - 2008
- Mistrz Francji - 2007
- Wicemistrz Francji w grze podwójnej (z Danym Lo) - 2007
- Wicemistrz Francji w grze podwójnej (z Danym Lo) - 2006
- Złoty medal w German Open w grze podwójnej (z Wernerem Schlagerem - 2006
- Brązowy medal w Russian Open - 2005
- Brązowy medal w mistrzostwach Francji w grze podwójnej (z Cabasteny Cedericem)
- Mistrz Francji - 2003
- Mistrz Europy w grze podwójnej (z Jeanem-Philipem Gatien) - 2000
- Brązowy medalista Igrzysk Olimpijskich w grze podwójnej (z Jeanem-Philipem Gatien) - 2000
- Mistrz Europy z kadrą Francji - 1998
- Wicemistrz świata z kadrą Francji - 1997
- Mistrz Francji w grze podwójnej (z Cristophe Legeut) - 1996
- Mistrz Europy z kadrą Francji - 1994